# Clostridium
Clostridium är ett släkte av grampositiva bakterier som tillhör stammen Firmicutes. Clostridium är smittsamt och sprids vidare genom indirekt kontaktsmitta tex. via personens händer om denna varit på toaletten utan att tvätta händerna noga. Symtomen på clostridium är diarréer som kommer ofta kan även vara avvikande doft och färg.   